# Potamogeton pedersenii
Potamogeton pedersenii là một loài thực vật có hoa trong họ Potamogetonaceae. Loài này được Tur miêu tả khoa học đầu tiên năm 1982.